# Mielichhoferia subminutifolia
Mielichhoferia subminutifolia är en bladmossart som beskrevs av Brotherus 1920. Mielichhoferia subminutifolia ingår i släktet kismossor, och familjen Bryaceae. Inga underarter finns listade i Catalogue of Life.